# Georgisch
Het Georgisch (ქართული ენა, kartuli ena) is een taal die behoort tot de Kartveelse taalfamilie. Het is de ambtstaal van de republiek Georgië.

## Verwantschap
Het Georgisch is met ruim 4 miljoen moedertaalsprekers de grootste Kartveelse taal. De taal is nauw verwant aan het Lazisch, het Mingreels en het Svanetisch. Het Georgisch is de tweede taal van alle sprekers van andere Kartveelse talen in Georgië. Het is bovendien de enige Kartveelse taal die over een gestandaardiseerde schrijftaal beschikt.

## Spraakkunst
Het Georgisch is een agglutinerende taal. De taal kent geen woordgeslacht of lidwoorden. Andere bijzondere kenmerken zijn het gebruik van binnenflexie en achterzetsels. Het Georgisch heeft zeven naamvallen (nominatief, datief, genitief, instrumentalis, adverbialis, vocatief en ergatief). De ergatief komt alleen voor als onderwerpsvorm in de aorist en de optatief. De taal wordt daarom gezien als een gespleten ergatieve taal.

## Klankleer

### Medeklinkers
Het Georgisch heeft 28 medeklinkers. Kenmerkend voor het Georgisch is het gebruik van ejectieven. Verder zijn er in het Georgisch zeer lange medeklinkerstapelingen mogelijk.
|             |             | labiaal | alveolaar | post- alveolaar | velaar | uvulaar | glottaal |
| ----------- | ----------- | ------- | --------- | --------------- | ------ | ------- | -------- |
| nasaal      | nasaal      | m       | n         |                 |        |         |          |
| plosief     | geaspireerd | pʰ      | tʰ        |                 | kʰ     |         |          |
| plosief     | stemhebbend | b       | d         |                 | ɡ      |         |          |
| plosief     | ejectief    | pʼ      | tʼ        |                 | kʼ     | qʼ      |          |
| affricaat   | geaspireerd |         | t͡sʰ       | t͡ʃʰ             |        |         |          |
| affricaat   | stemhebbend |         | d͡z        | d͡ʒ              |        |         |          |
| affricaat   | ejectief    |         | t͡sʼ       | t͡ʃʼ             |        |         |          |
| fricatief   | stemloos    |         | s         | ʃ               | x      | x       | h        |
| fricatief   | stemhebbend | v       | z         | ʒ               | ɣ      | ɣ       |          |
| vibrant     | vibrant     |         | r         |                 |        |         |          |
| approximant | approximant |         | l         |                 |        |         |          |

### Klinkers
Tegenover het uitgebreide bestand aan medeklinkers staan slechts vijf klinkers.
|          | voor  | achter |
| -------- | ----- | ------ |
| gesloten | i     | u      |
| midden   | ɛ     | ɔ      |
| open     | a ~ ɑ | a ~ ɑ  |

## Schrift

Georgisch manuscript

Het alfabet wordt geschreven in drie schriftsoorten. Het oudste is het asomtavroeli, opgevolgd door het noeschoeri en het mchedroeli. In elk van deze schriftsoorten heeft het alfabet dezelfde letters met dezelfde namen in dezelfde volgorde. Voor dagelijks gebruik is het mchedroeli de standaard. Het alfabet wordt ook gebruikt voor andere Kartveelse talen, zoals het Lazisch, het Mingreels en het Svanetisch. In het verleden werd het ook soms gebruikt voor het Abchazisch en het Ossetisch.
| ა ani   | ბ bani  | გ gani  | დ doni  | ე eni   | ვ vini  | ზ zeni   | თ tani   | ი ini   | კ k’ani | ლ lasi |
| მ mani  | ნ nari  | ო oni   | პ p’ari | ჟ zhani | რ rae   | ს sani   | ტ t’ari  | უ uni   | ფ pari  | ქ kani |
| ღ ghani | ყ q’ari | შ shini | ჩ chini | ც tsani | ძ dzili | წ ts'ili | ჭ ch’ari | ხ khani | ჯ jani  | ჰ hae  |

## Tekstvoorbeeld
De onderstaande tekst is een uittreksel uit de Universele Verklaring van de Rechten van de Mens in het Georgisch.
| Nederlands | Georgisch | Romanisatie |
| --- | --- | --- |
| Alle mensen worden vrij en gelijk in waardigheid en rechten geboren. Zij zijn begiftigd met verstand en geweten, en behoren zich jegens elkander in een geest van broederschap te gedragen. | ყველა ადამიანი იბადება თავისუფალი და თანასწორი თავისი ღირსებითა და უფლებებით. მათ მინიჭებული აქვთ გონება და სინდისი და ერთმანეთის მიმართ უნდა იქცეოდნენ ძმობის სულისკვეთებით. | Qvela adamiani ibadeba tʻavisupʻali da tʻanascori tavisi ġirsebitʻa da uplebebitʻ. Matʻ miničebuli akʻvtʻ goneba da sindisi da ertʻmanetʻis mimartʻ unda ikʻcʻeodnen żmobis suliskvetʻebitʻ. |

Georgisch · Lazisch · Mingreels · Svanetisch